# Krimml
Krimml je obec v rakouské spolkové zemi Salcbursko, v okrese Zell am See, 60 km východně od Innsbrucku v Národním parku Vysoké Taury. Na jižním okraji obce se nacházejí Krimmelské vodopády. V roce 2016 zde žilo 833 obyvatel. V obci a okolí je rozvinutý cestovní ruch.
Kostel svatého Jakuba je poprvé připomínán v roce 1244. Uvnitř je gotická madona z roku 1480. Dva zvony pochází z let 1537 a 1615. Z Krimmlu pochází spisovatel Franz Innerhofer (1944–2002).
Začíná zde Gerloská alpská silnice spojující Salcbursko s Tyrolskem.